# Jordi Burgaya i Vilaró
Jordi Burgaya i Vilaró (Sant Hipòlit de Voltregà, 8 de juny de 1995) és un jugador d'hoquei sobre patins català, que juga al Club Patí Voltregà des de la temporada 2022/23, després d'haver passat pel Vic, l'Oliveirense,  el Hockey Club Forte dei Marmi i el Liceo. Amb 23 anys ja havia estat internacional amb la selecció catalana i espanyola, així com haver jugat a les tres lligues més important d'hoquei sobre patins: l'espanyola, la portuguesa i la italiana.

## Palmarès
Pel que fa al seu palmarès, a continuació presentem els títols assolits fins a acabar la seva participació en l'equip osonenc l'any 2017:

### CP Vic
- 1 Campionat d'Espanya juvenil (2013)
- 1 Campionat de Catalunya juvenil (2013)
- 1 Copa del Rei/Copa espanyola (2015)
- 1 Sots-Copa d'Europa (2015)

### Selecció espanyola
- 1 Campionat del Món "A" (2017)
- 2 Copes d'Europa sub-17 (2010 i 2011)

### Selecció catalana
- 1 Campionat d'Espanya de Seleccions Territorials (2011)